# Lumière cendrée (roman)
Lumière cendrée (titre original : Earthlight) est un roman de science-fiction de l'écrivain britannique Arthur C. Clarke, publié en 1955. Il s'agit d'une extension d'une nouvelle éponyme publiée quatre ans plus tôt.

## Aperçu
Lumière cendrée est une histoire d'aventure science-fiction se déroulant sur la Lune, où un agent du gouvernement recherche un espion présumé dans un grand observatoire astronomique lunaire. Le contexte est une forte tension entre la Terre (qui contrôle la Lune) et les colons indépendants ailleurs dans le Système solaire. L'intrigue se déroule au XXIIe siècle après 200 ans de paix.
Les événements sont discrets : l'agent du gouvernement est un comptable aux manières douces qui n'aime pas la tâche. Il remarque la beauté de la Lune sous «lumière cendrée » et la Terre dans le ciel.
L'histoire se déroule avec très peu d'incidents violents, bien qu'elle culmine dans une bataille spatiale. Il y a aussi une énigme, l'observation apparente d'un « faisceau de lumière » qui ne devrait pas être possible sur le monde sans air. Ceci est expliqué plus tard dans l'histoire comme un faisceau d'armes qui comprenait des particules métalliques se déplaçant à grande vitesse.
D'autres romans de science-fiction de Clarke se déroulent dans des futurs assez similaires comme Les Gouffres de la Lune ou Rendez-vous avec Rama sans pour autant former une série.

## Accueil
Groff Conklin caractérise Lumière cendrée comme « un type assez standard de mélodrame [mais] développé avec toute la capacité abondante de l'auteur à rendre même le mélodrame plausible ». Floyd C. Gale déclare que le roman avait «certaines des écritures descriptives les plus inspirées de la science-fiction ... un plaisir complet. . . Vaut la peine d'être lu et relu". Anthony Boucher fait l'éloge du roman comme une description réaliste de l'avenir proche, mais imprégnée d'un sentiment d'émerveillement.
Au moment du film 2001, l'Odyssée de l'espace, Lester del Rey regrette dans sa critique du film que Lumière cendrée n'ait pas été tourné à la place.
L'arme développée dans l'histoire par la Terre, qui utilise une baïonnette de métal liquide propulsée par électroaimant, aurait inspiré la DARPA à développer une arme similaire.

## Postérité
Lumière cendrée est publié pour la première fois en 1955 aux États-Unis par Ballantine Books et au Royaume-Uni par Frederick Muller Ltd.
La bataille spatiale dans Lumière cendrée est la seule fois où Clarke écrit une telle scène, et elle était conçue comme un hommage spécifique à l'attaque de la forteresse mardonalienne dans le chapitre sept de Skylark Three d'EE Smith. La scène où l'équipage de l'Acheron doit traverser le Pegasus sans combinaison spatiale est inspirée par La Péri rouge de Stanley G. Weinbaum.
L'équipage d'Apollo 15 nomme plusieurs cratères près de leur site d'atterrissage à Hadley–Apennine d'après des romans de science-fiction et l'un est nommé Earthlight (en) d'après le livre de Clarke. Ce dernier reçoit ensuite une carte en trois dimensions du site d'atterrissage signée et envoyée par l'équipage d'Apollo 15, deux décennies après la rédaction du roman.
L'histoire décrit des régions de ressources en métaux lourds concentrées dans certaines zones sous certaines mers lunaires. Cela anticipe la découverte ultérieure de concentrations de masse ou de réplétions, par des relevés de la Lune par les missions Lunar Orbiter.